# Kwik(II)sulfide
Kwik(II)sulfide, vroeger bekend als mercurisulfide, is een chemische verbinding van de elementen kwik en zwavel.  De formule HgS. De verbinding is vrijwel onoplosbaar in water.

## Kristalstructuur

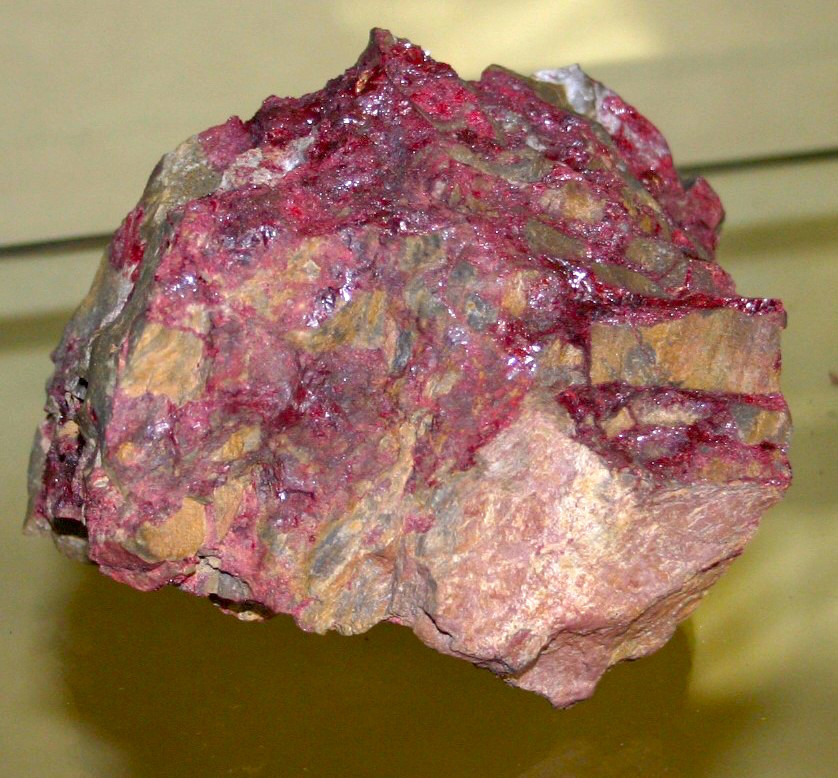
Cinnaber uit Nevada, USA

HgS vertoont polymorfie, het komt in twee verschillende kristalvormen voor:
- rode cinnaber of α-HgS.  De kristallen zijn hexagonaal (hP6, P3221).  Als kwik in de natuur wordt aangetroffen is het doorgaans in deze vorm.  Rood kwik(II)sulfide vertoont optische activiteit. Deze wordt veroorzaakt door de helices in de kristalstructuur.[6]  Bij 386 °C wordt roodgekleurd αHgS omgezet in zwart βHgS.[2]
- zwarte metacinnaber, of β-HgS.  Deze vorm komt minder vaak in de natuur voor.  β-HgS heeft de kubische kristalstructuur van Zinkblendestructuur (T2d-F43m).

## Synthese en chemische eigenschappen

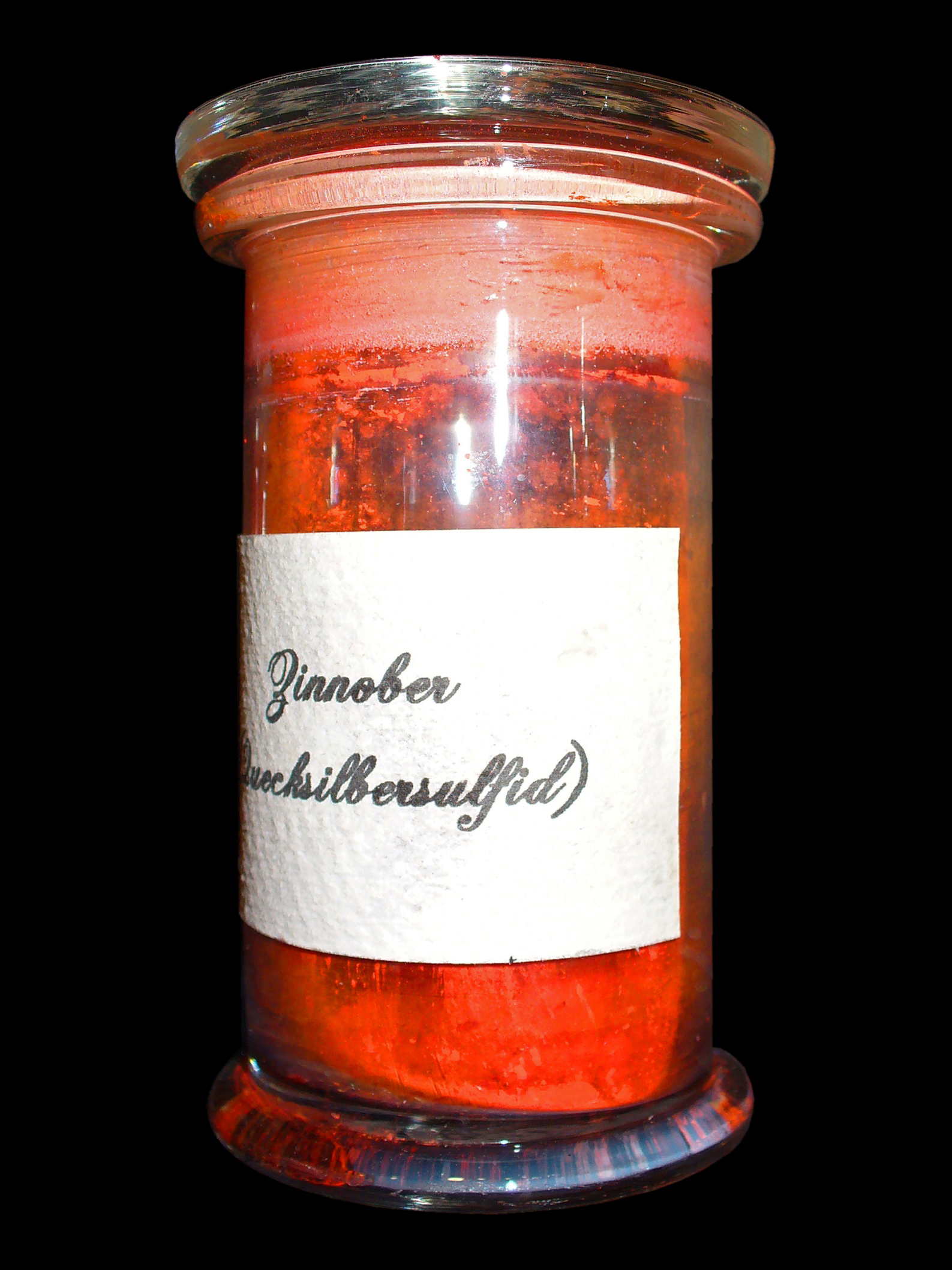
Rood HgS

De rode variant, α-HgS, kan bereid worden door kwik(II)acetaat en heet azijnzuur te laten reageren met H2S.
{\displaystyle {\ce {Hg(CH3COO)2 + H2S -> HgS + 2CH3COOH}}}
Hoewel β-HgS kan worden neergeslagen uit een willekeurige oplossing van een kwik(II)-zout door daar H2S doorheen te leiden, wordt voor de productie van β-HgS gebruikgemaakt van de reactie tussen een waterige oplossing van kwik(II)chloride en H2S in aanwerzigheid van EDTA, ammoniak en ammoniumnitraat. β-HgS reageert met uitzondering van geconcentreerde zuren, vrijwel nergens mee.
{\displaystyle {\ce {HgCl2 + H2S + 2NH3 -> HgS + 2 NH4Cl}}}
Metallisch kwik wordt gewonnen door het roosten van cinnaber en de daarbij ontstane dampen te condenseren.

## Toepassingen
- α-HgS heeft een band gap van 2,1 eV (direct, α-HgS), en is daarmee als halfgeleider vergelijkbaar met cadmiumsulfide.[9]  α-HgS in de vorm van vermiljoen wordt gebruikt als rode kleurstof.  Van vermiljoen is bekend dat het in de loop van de tijd donkerder wordt, dit werd toegeschreven aan de langzame omzetting van rood α-HgS in zwart β-HgS. In onderzoek naar de verkleuring van in Pompeï gevonden, met vermiljoen gekleurde rode muren, kon deze verkleuring toegeschreven worden aan de vorming van verbindingen van op basis van kwik en chloor (bijvoorbeeld corderoiet, calomel en terlinguaiet) in combinatie met gips. β-HgS kon niet worden aangetoond.[10]